# Axminstermatta
Axminstermattor är handknutna engelska mattor. Namnet kommer från den engelska staden Axminster i Devon där Thomas Whitty 1755 upprättade en verkstad efter fransk förebild. Mattorna är i turkisk stil vad gäller mönster och färger. Tillverkningen flyttades 1835 till Wilton.
Moderna axminstermattor tillverkas fabriksmässigt, och för moderna mattor används begreppen Axminstermatta, Wiltonmatta och Bouclématta utan egentlig åtskillnad.